# بيرامبانيل (دواء)
بيرامبانيل(Perampanel )، الذي يُباع تحت الإسم التجاري فيكومبا(Fycompa) ، هو دواء يستخدم لعلاج نوبات الصرع الجزئية و النوبات التوترية الرمعية المعممة.  و يعطى بمفرده أو بالإضافة إلى أدوية أخرى.   و يؤخذ عن طريق الفم. 
تشمل الآثار الجانبية الشائعة له: النعاس و التهيج و الغثيان و زيادة الوزن و ضعف التنسيق.  قد تشمل الآثار الجانبية الأخرى أيضا على التفكير في القتل أو الانتحار ، و متلازمة التفاعل الدوائي المرافق مع فرط الحمضيات والأعراض الجهازية (DRESS)،مع سوء الاستخدام.  إضافة إلى ذلك، فهو يقلل من فعالية وسائل منع الحمل التي تحتوي على الليفونورجيستريل.  أما استخدامه أثناء الحمل قد يضر الجنين.  و هو يعمل عن طريق منع مستقبلات AMPA. 
تمت الموافقة عليه للاستخدام الطبي في الولايات المتحدة و أوروبا في عام 2012.   في المملكة المتحدة، يكلف العلاج لمدة 4 أسابيع هيئة الخدمات الصحية الوطنية حوالي 140 جنيهًا إسترلينيًا اعتبارًا من عام 2021.  هذا القدر في الولايات المتحدة يكلف حوالي 1000 دولار أمريكي.  كما أنها تعد مادة خاضعة للرقابة من الجدول الثالث من قبل إدارة مكافحة المخدرات . 